# Evelin Samuel
Evelin Samuel (nacida el 13 de mayo de 1975) es una cantante, actriz y escritora estonia.

## Carrera
Evelin Samuel ha estado cantando desde su infancia e incluso grabó en los estudios de la Radio Estonia a muy temprana edad. A fines de los 80, Evelin se unió al teatro musical de niños Colombina con quiénes se presentó en 1992 en el Festival de Roskilde en Dinamarca.
En 1993, ella finalizó en el 4° lugar en Kaks takti ette, un concurso para cantantes debutantes, organizado por la Televisión estonia. Ese mismo año, ella ganó el concurso Via Baltica y un año después ganó nuevamente, con la canción "Vari ja roos" en Uus Laul, un concurso también organizado por la Televisión estonia.
En 1994, 1996 y 1998 participó en las Finales Nacionales de Estonia para concursar en el Festival de la Canción de Eurovisión representando a su país, pero no fue hasta 1999 cuando logró alcanzar el primer lugar junto a Camille, teniendo el derecho de pisar el escenario de dicho certamen. En 2002, lanzó su álbum debut Alternature: Over the Water Blue. A fines de los 90, ella se convirtió en una popular DJ en Raadio Uuno.
En 2008, Samuel publicó su primer libro, Ükskord, kui sadas vihma (Una vez cuando estaba lloviendo), una historia de fantasía para niños. Desde ese entonces, ella ha escrito varias canciones, poemas e historias cortas, todas destinadas para el público infantil.
Evelin también ha cantando música dance en ferries a través del mar Báltico por varios años. En 2010, ella pasó a ser la redactora jefe de la popular revista de salud Tervis Pluss, puesto que ocupó durante un año.

## Su paso por Eurovisión
Evelin intentó participar en el Festival de Eurovisión en varias ocasiones pero sin tener éxito antes de 1997, cuando ella fue corista de la participante de ese entonces, Maarja-Liis Ilus, quien interpretó la canción "Keelatud maa", la que finalizó en 8° puesto.
En la edición de 1999, celebrado en Jerusalén, Israel, ella representó a Estonia junto a Camille Camille, con la canción "Diamond of night", con la que alcanzaron el 6° puesto con 90 puntos. 
Desde ese entonces, Evelin ha intentado participar nuevamente en Eurovisión, pero sin tener el mismo éxito. Sin embargo, en 2000 y 2006 Evelin fue la portavoz de los votos de Estonia.

## Teatro Musical
En 2001, Evelin fue elegida para interpretar el papel de Fantine en el musical Les Misérables en Tallin, pero tuvo que cancelar su participación debido a razones personales en medio de los ensayos. Un par de años después, recibió críticas favorables por su papel de Nancy en la obra Oliver! en Tallin y luego participó en el musical Miss Saigón en Helsinki, Finlandia. También fue integrante de la compañía Jesus Christ Superstar en 1993.

## Vida personal
De una relación con el periodista Raimo Ülavere, Evelin tuvo dos hijos, nacidos en 2007 y 2008.